# 東澤西
東澤西省（英語：East Jersey）是一個隸屬於新澤西省之下的一個省。與西澤西合起來，兩省之總和比今日之紐澤西州略為大一點。於1674年至1702年之間，這種兩省分治的方式延續了28年之久。其當時之省政府坐落於珀斯安博伊。
西澤西與東澤西之間界線的劃分在以前常是爭執的焦點，不過今天這兩省的分界線大致上與南澤西和北澤西的界線相等。

## 歷史
在與有單一目標地想建立一個貴格會殖民地的西澤西殖民者相比，東澤西的文化與傳統的組成更較為複雜。除了由英國和殖民者在1664年的來到之後所帶來的英國文化之外，在那之前，東澤西亦被荷蘭人所佔領過，但是由於當地印地安人的抵抗，荷蘭人不久後便放棄了位於哈德遜河以西的東澤西地區。
在歐洲白人殖民者的到來之前，東澤西的德拉瓦河谷主要是雷納佩族（Lenape）的居住地，直到荷蘭人、瑞典人、以及英國人於1609年來到此區域為止，而相較之下，西澤西要一直等到1664年英國人征服荷蘭人的新阿姆斯特丹才會有歐洲殖民者的蹤影。
荷蘭人曾經在特拉華河流域建立過一兩個居住點，但是在1620年左右之前，大部分的荷蘭人殖民者都已搬到新尼德蘭殖民地的中心地點——曼哈頓。
在德拉瓦河下游的新瑞典殖民地在1638年開始發展。瑞典殖民者在今日的威明頓建立了一個堡壘，這個堡壘位於以瑞典皇后克利斯汀娜皇后命名的克里斯蒂娜河河口（這是現今德拉瓦河的一條小分支）。大部分的瑞典殖民地人口都位於德拉瓦河的西邊，但在新荷蘭的納蘇保壘（Fort Nassau）重建完成後，因為受到荷蘭人的威脅，瑞典人在現今的紐澤西州沙崙市建立了新埃爾夫斯貝格堡以防備荷蘭人的入侵；但是新瑞典終究還是再1655年時被荷蘭人所佔領。
在1670年後時期時，許多貴格會的成員遷移到沙崙，後來移至不久後成為西澤西省府所在地的伯靈頓。
1683年，蘇格蘭人來到這裡，東澤西為蘇格蘭殖民地，直到18世紀初英國接管了此地。

## 外部連結
- West Jersey and South Jersey Heritage
- West Jersey History Project （页面存档备份，存于）
- Maps
- 1677 Charter （页面存档备份，存于）
- 1681 Regulations